# Leszek Bablok
Leszek Marian Bablok (ur. 11 lutego 1940, zm. 8 kwietnia 2025) – polski lekarz, ginekolog, profesor nauk medycznych.

## Życiorys
W 1963 r. ukończył studia w Akademii Medycznej w Warszawie, w 1973 r. obronił pracę doktorską, w 1996 r. habilitował się na podstawie pracy zatytułowanej Ocena osi przysadka mózgowa jądro u pacjentów z azoospermią. W 2004 r. uzyskał tytuł profesora nauk medycznych.
Został pracownikiem naukowym na Warszawskim Uniwersytecie Medycznym.
Był członkiem Komitetu Rozwoju Człowieka PAN i Komitetu Biologii Rozrodu Polskiej Akademii Nauk, a także członkiem zarządu Polskiego Towarzystwa Andrologicznego.
Pochowany na Cmentarzu Bródnowskim w Warszawie (kwatera 14E-V-20).